# Fujiwara no Morozane
Fujiwara no Morozane (藤原師実, [[[1072]]-1101] Erro: {{japonês}}: texto da transliteração contém caractere não latino (pos 17) (ajuda)) foi um membro da Corte no final período Heian da história do Japão, e se tornou Líder do Ramo Hokke do Clã Fujiwara em 3 de outubro de 1075.
Morozane também era conhecido como Kyōgoku dono (Senhor de Kyōgoku) ou Go-Uji dono (Segundo Senhor de Uji). Ele ocupou os cargos de  Sesshō ou Kanpaku por um período de vinte anos, Sesshō de 1075 a 1086 durante o reinado do Imperador Shirakawa e entre 1094 e 1099 durante o reinado do Imperador Horikawa, e Kampaku entre 1086 e 1094, durante o reinado do Imperador Horikawa.
Ele era o filho de Yorimichi e neto de Michinaga.
Morozane também ficou conhecido como autor da  coleção de wakas Kyōgoku Kanpakushū (Antologia de Kanpaku Kyōgoku) e do diário Kyōgoku Kanpaku-ki (Diário do Kanpaku Kyōgoku).

## Carreira
Em 17 de julho de 1060 Morozane foi nomeado Naidaijin pelo Imperador Go-Reizei.
Em 3 de junho de 1065 Morozane foi nomeado Udaijin pelo Imperador Go-Reizei, mantendo este cargo durante o  reinado de Go-Sanjo.
Em 26 de setembro de 1075 durante o reinado de Shirakawa foi nomeado Inspetor Imperial.
Em  15 de outubro de 1075 foi nomeado Daijō Daijin, permanecendo no cargo até 8 de fevereiro de 1094 já no reinado de Horikawa quando entra entrou para o sacerdócio budista em 29 de janeiro de 1101 morrendo logo em seguida em 13 de fevereiro.

| Precedido por Fujiwara no Nobunaga  | 23º Daijō Daijin (1094 - 1099)              | Sucedido por Fujiwara no Moromichi |
| Precedido por Fujiwara no Yorimichi | 36º Sadaijin (1069 - 1083)                  | Sucedido por Minamoto no Toshifusa |
| Precedido por Fujiwara no Yorinume  | 62º Udaijin (1069 - 1083)                   | Sucedido por Minamoto no Morofusa  |
| Precedido por Fujiwara no Yorinume  | 14º Naidaijin (1060 - 1065)                 | Sucedido por Minamoto no Morofusa  |
| Precedido por Fujiwara no Norimichi | -- 16º Líder dos Hokke Fujiwara (1075-1094) | Sucedido por Fujiwara no Moromichi |